# NGC 5287
إن جي سي 5287 (بالألمانية: NGC 5287) التي يرمز لها بالرمز NGC 5287، هي مجرة، في كوكبة السلوقيان.

## الاكتشاف
اكتشفت في 25 مايو 1881، بواسطة إدوارد ستيفان.